# Porotrichum dentatum
Porotrichum dentatum là một loài rêu trong họ Neckeraceae. Loài này được A. Gepp mô tả khoa học đầu tiên năm 1894.